# Губочница

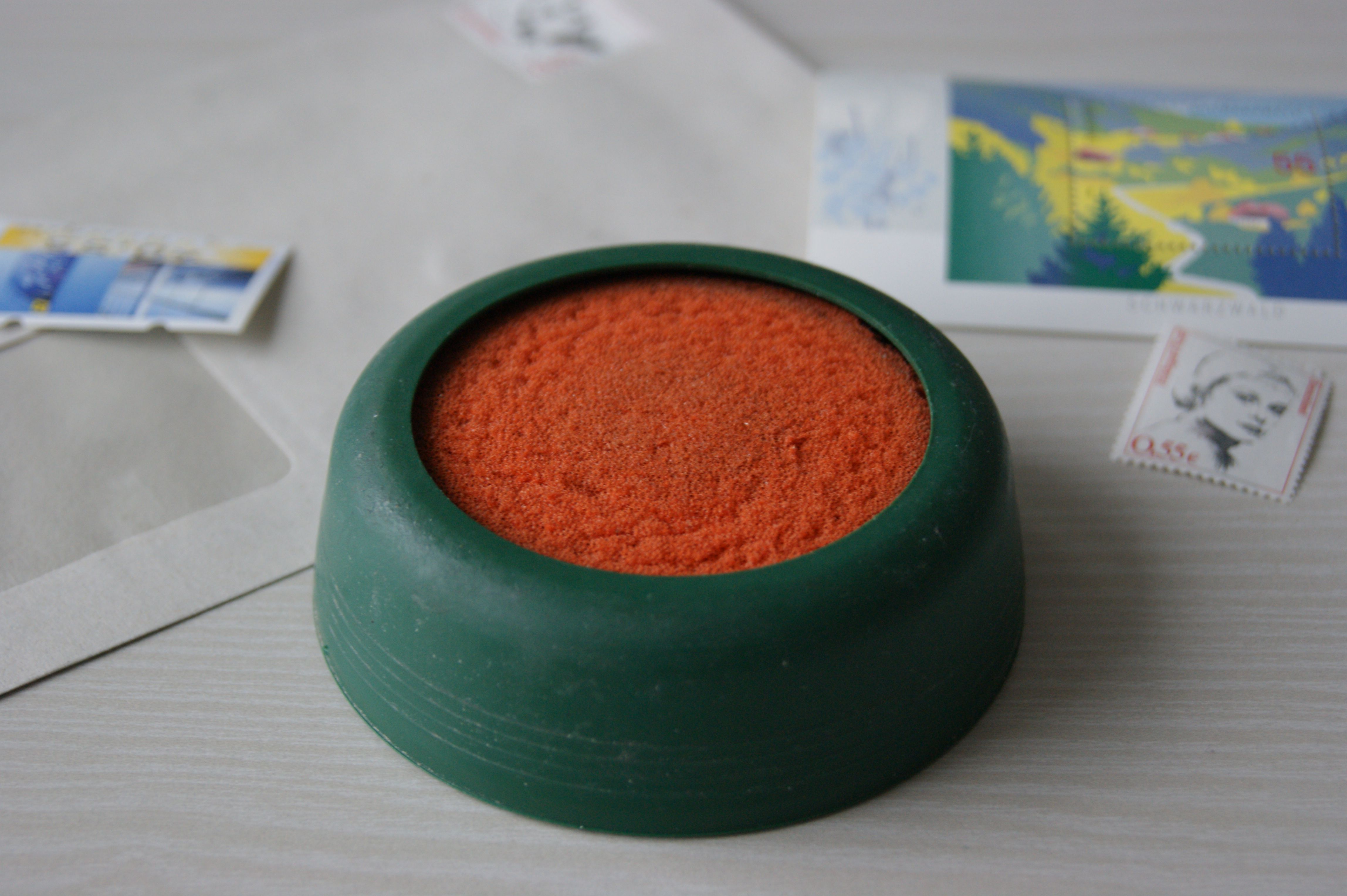
Губочница

Гу́бочница (подушка для смачивания пальцев) — канцелярский товар для смачивания клея на почтовых марках и конвертах, а также для смачивания пальцев при подсчёте или перелистывании листов бумаги. Представляет собой стеклянную, пластиковую или керамическую круглую, реже квадратную форму с выемкой для кусочка мелкопористой резины или натуральной губки. Имеет диаметр 80—90 мм.
Патент на губочницу был зарегистрирован в 1884 году в немецком Брухзале как на «аппарат по смачиванию прорезиненной бумаги … для смачивания бумаги».